# Гранит (Оклахома)
Гранит (енгл. Granite) град је у америчкој савезној држави Оклахома.

## Демографија
По попису из 2010. године број становника је 2.065, што је 221 (12,0%) становника више него 2000. године.
| Група             | 2000.         | 2010.         |
| Белци             | 1.233 (66,9%) | 1.497 (72,5%) |
| Афроамериканци    | 313 (17,0%)   | 322 (15,6%)   |
| Азијати           | 7 (0,4%)      | 5 (0,2%)      |
| Хиспаноамериканци | 132 (7,2%)    | 113 (5,5%)    |
| Укупно            | 1.844         | 2.065         |